# Siméon-Guillaume de La Roque
 (octobre 2022).
Si vous disposez d'ouvrages ou d'articles de référence ou si vous connaissez des sites web de qualité traitant du thème abordé ici, merci de compléter l'article en donnant les références utiles à sa vérifiabilité et en les liant à la section « Notes et références ».
Siméon-Guillaume de La Roque, né en 1551 près de Clermont-en-Beauvaisis et mort en 1611, est un poète baroque français. Il réside une grande partie de sa vie dans un Hôtel particulier, au 5 rue des Masqueries (actuellement renommée rue Fernel) à Clermont-en-Beauvaisis. 
Il fréquente comme Philippe Desportes le salon de la maréchale de Retz. Il est au service de Henri d'Angoulême, fils bâtard de Henri II, puis de la famille de Guise. Ligueur avec ses protecteurs, La Roque retrouve la cour après l'abjuration de Henri IV (1594).
La poésie de Siméon-Guillaume de La Roque combine l'influence de Ronsard et de Desportes, non sans puiser directement à diverses sources italiennes. Elle influence Malherbe, dont l'auteur est l'ami. Par le choix de ses thèmes et de ses rythmes, son œuvre se trouve ainsi au carrefour de tous les destins poétiques. 

## Œuvres
- Les Premières Œuvres de S.-G. de La Roque (1590)
- Amours de Caritée (1595)
- Continuation de l'Angélique d'Arioste (1595)
- Les Heureuses amours de Cloridan (1596)
- Diverses poésies (1597) Texte en ligne
- Hymne sur l'embarquement de la Royne et de son arrivée en France (1600)
- Les Œuvres du sieur de La Roque (1609)
- La Chaste bergère, pastorale (1629) Texte en ligne